# Lyman Poore Duff

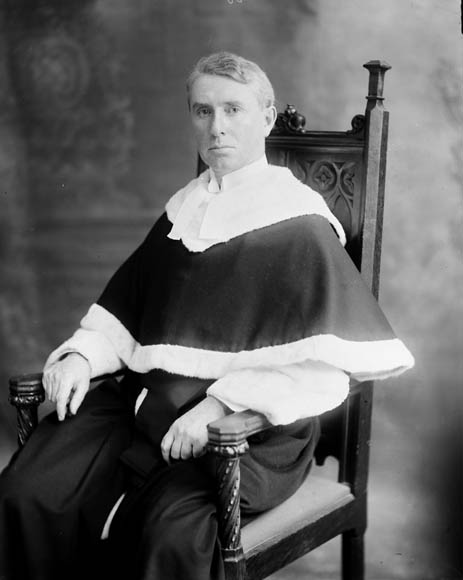
Lyman Poore Duff

Sir Lyman Poore Duff, PC, GCMG, QC (* 7. Januar 1865 in Meaford, Ontario; † 26. April 1955 in Ottawa) war ein kanadischer Richter. Er gehörte von 1906 bis 1944 dem Obersten Gerichtshof von Kanada an und war ab 1933 dessen Vorsitzender (Chief Justice).

## Biografie
Der Sohn eines Priesters der Kongregationalisten studierte zunächst Mathematik und Metaphysik an der University of Toronto, anschließend auch Recht. Er arbeitete nebenbei als Mathematiklehrer in Barrie, um sein Studium zu finanzieren. 1893 erhielt er die Zulassung als Rechtsanwalt, zwei Jahre später zog er nach Victoria in der Provinz British Columbia und war dort für die Kanzlei Bodwell & Irving tätig. 1903 wurde er als Berater nach London zu den Verhandlungen über die definitive Grenzziehung zwischen Alaska und Kanada entsandt.
Ab 1904 gehörte Duff dem Obersten Gerichtshof von British Columbia an, am 27. September 1906 ernannte ihn Premierminister Wilfrid Laurier zum Richter am Obersten Gerichtshof von Kanada. Auf Empfehlung von Richard Bedford Bennett wurde er am 17. März 1933 Chief Justice. Da nach dem Tod von Generalgouverneur Lord Tweedsmuir im Februar 1940 mehr als vier Monate bis zur Ernennung eines Nachfolgers verstrichen, übernahm Duff während dieser Zeit zusätzlich das Amt eines kommissarischen Generalgouverneurs und vertrat somit das Staatsoberhaupt.
Nach über 37 Jahren als oberster Richter (davon fast elf als Vorsitzender) trat Duff am 7. Januar 1944 zurück.
Die kanadische Regierung, vertreten durch den für das Historic Sites and Monuments Board of Canada zuständigen Minister, ehrte Duff am 14. Oktober 1971 für sein Wirken und erklärte ihn zu einer „Person von nationaler historischer Bedeutung“.